# Terra de Wilczek
Terra de Wilczek (em russo:  Земля Вильчека, Zemlya Vilcheka) é uma ilha localizada no Oceano Ártico, que pertence ao território da Rússia. É a segunda maior ilha da Terra de Francisco José, na Rússia ártica. A ilha tem uma área de 2203 km². 

## Geografia
A terra de Wilczek é a segunda maior ilha do arquipélago da Terra de Francisco José, com 2203 km². É quase completamente coberta por glaciares, exceto por duas áreas estreitas ao longo de suas margens ocidentais. O ponto mais alto da ilha tem 606 metros de altitude.
O cabo Ganza é o cabo mais ocidental da Terra de Wilczek. O canal a oeste, entre a Terra de Wilczek e Ilha Hall, é conhecido como Avstriyskyy Proliv (Австрийский пролив).